# Войновський Андрій Сергійович
Андрій Сергійович Войновський (20 квітня 1959, Москва — 20 серпня 2015) — радянський актор і письменник.
1969 року вперше з'явився на екрані в художньому фільмі «Веселе чарівництво», потім знявся в головній ролі у фільмі Іллі Фреза «Дивак з п'ятого „Б“», потім було кілька епізодичних ролей у фільмах «Кортик», «Троє на шосе» та ін. Закінчив ГІТІС, курс Людмили Касаткіної і Сергія Колосова, майстерність актора Андрію викладав Володимир Левертов.
Після закінчення ГІТІСу Войновський в кіно не знімався.
У серпні 2015 року під час відпочинку Андрія Войновського в селищі Партеніт поблизу Алушти, після купання з друзями в морі, виникла сварка, під час якої один з учасників,— лікар Грищук Юрій, завдав ножових ударів Андрію Войновському і двом іншим. Коли приїхала швидка, Войновський був ще живий, його доправили до лікарні й прооперували, але поранення все одно виявилися занадто важкими. Він помер 20 серпня 2015 року. Перед смертю встиг повідомити ім'я вбивці, яким виявився один із його товаришів. Церемонія прощання з актором відбулася 29 серпня в Москві
на Ніколо-Архангельському кладовищі. Тіло актора кремували згідно з його бажанням.

## Фільмографія
- 1969 — Веселе чарівництво — Лисичкін Вася
- 1971 — Собака Баскервілів (телеспектакль) — Джеймс — син начальника поштової контори
- 1972 — Чиполліно — син скрипаля Груші
- 1972 — Дивак з п'ятого «Б» — Боря Збандуто
- 1973 — Кортик — Борька — Жила
- 1973 — Це ми не проходили — сусід Міті по парті
- 1975 — Нікушор із племені ТВ — Прилипала
- 1983 — Троє на шосе — епізод
- 1983 — Людина на полустанку — керівник хору
- 1988 — Радощі земні

## Книги
- Врачеватель. Олигархическая сказка. — М.: Рипол-классик, 2007, ISBN 978-5-386-00159-9.
- Врачеватель-2. Олигархическая сказка. Трагедия абсурда. — М.: Рипол-классик, 2008, ISBN 978-5-386-00615-0
- Готується до виходу книга Врачеватель-3